# Dianthus laricifolius
Dianthus laricifolius là loài thực vật có hoa thuộc họ Cẩm chướng. Loài này được Boiss. & Reut. mô tả khoa học đầu tiên năm 1842.